# ジョゼ・コウセイロ
ジョゼ・ジュリオ・デ・カルヴァリョ・ペイロテオ・マルティンス・コウセイロ（José Júlio de Carvalho Peyroteo Martins Couceiro, 1962年10月4日 - ）は、ポルトガルの元サッカー選手、サッカー指導者。

## 経歴
サッカー指導者としてヴィトーリア・セトゥーバルで好成績を収め、2005年2月にFCポルト監督に就任。続いてCFベレネンセスを指揮し、2006年8月にU-21ポルトガル代表監督に任命された。
2008年7月、リトアニアのFBKカウナス監督に就任し、UEFAチャンピオンズリーグ予選でレンジャーズFCを2-1で撃破した。2008年8月にリトアニア代表監督に任命された。
2010_FIFAワールドカップ予選のルーマニア戦ではアウェーにも関わらず3-0の快勝を収めた。予選突破は成らなかったものの、オーストリアなど格上の相手を苦しめている。
2011年2月26日、ポルトガルのスポルティングCP監督に就任するが、シーズン後に退任。
2011年6月、ロシアのFCロコモティフ・モスクワ社長のオリガ・スモロードスカヤをはじめとした経営陣はユーリー・クラスノジャン監督を解任し、2年契約でコウセイロを監督に任命した。クラスノジャン解任には選手の反発もあったが、コウセイロはチームをまとめ、アルベルト・サパテルやマヌエル・ダ・コスタなど新戦力を組み込んで快進撃を演出し、UEFAヨーロッパリーグではグループリーグ突破に成功。2012年5月、シーズン終了後に解任された。
2018年7月、ポルトガルサッカー連盟の全国テクニカルディレクターに任命された。

## 所属クラブ
- CDモンティージョ（英語版）1981-1982
- FCバレイレンセ（ポルトガル語版）1982-1985
- アトレチコCP1985-1986
- SCUトッレエンセ（ポルトガル語版）1986-1988
- クルーベ・オリエンタル・デ・リジュボア1988-1989
- SCUトレエンセ（ポルトガル語版）1989-1991
- CFエストレラ・アマドーラ 1991-1992

## 指導者経歴
- FCアルヴェルカ2002-2004
- ヴィトーリア・セトゥーバル 2004-2005
- FCポルト 2005
- CFベレネンセス 2005-2006
- U-21ポルトガル代表 2006-2007
- FBKカウナス 2008
- リトアニア代表 2008-2010
- ガズィアンテプスポル 2009-2010
- スポルティング・クルーベ・デ・ポルトゥガル 2011
- FCロコモティフ・モスクワ 2011-2012
- ヴィトーリア・セトゥーバル 2013-2014
- GDエストリル・プライア 2014-2015
- ヴィトーリア・セトゥーバル 2016-2018